# Gorica (Duga Resa)
Gorica is een plaats in de gemeente Duga Resa in de Kroatische provincie Karlovac. De plaats telt 66 inwoners (2001).